# 田川啓二
田川 啓二（たがわ けいじ、1959年 - ）は、東京都出身の実業家、服飾デザイナー、ビーズ刺繍作家。東京都港区出身。

## 来歴
少年時代、母親の趣味であったフランス刺繡に関心を持つ。明治大学法学部法律学科卒業後、レナウンルックに就職、営業職に就いた。在職中よりアパレルの知識を深めるため、エスモードジャポン夜間コースにて学ぶ。ファッション業界で仕事をしていく自信がついたことからレナウンを2年で退職、高級ブランド「ジャン・クロード・ジトロワ」（Jean-Claude Jitrois）に転職。扱う製品に使用されているオートクチュール刺繍の奥深さ知り感銘を受ける。
ジトロワの仕事で南フランスで行なわれたショーに買い付けに出向いた際、席が隣り合った縁でインドで刺繍工場を経営している女性実業家と知り合う。フランス刺繍と趣の違うインド刺繍について教えられ、話が弾み連絡先を交換した。この出会いが好機となる。わずか数日後、インド人女性経営者から「自社製品を日本に売り込みたいのでアテンドしてくれないか」と依頼される。田川は休みを取ってこの仕事を引き受け、成功を収めた。インドの会社と日本のアパレル業界を繋げることが出来る営業力、テキスタイルやパターン、デザインを提案できる専門知識を併せ持ったエージェントは田川自身より他に居ないと考え、起業することを決意する。
1989年、株式会社「チリア」を設立、代表取締役に就任。社名の「チリア」はヒンディー語で「小鳥」を意味する。同時にインドのニューデリーにアトリエを構え、ムンバイやデリーの腕の良い刺繍職人に発注している。アトリエには20,000種類もの材料を常備。豊富な材料と技法を複雑かつ高密度に組み合わせることで立体的で繊細な陰影、色彩、光彩、グラデーションを表現する。1996年、品川区西五反田に刺繡教室「チリアエンブロイダリースタジオ」開講。2000年に自身初の個展「田川啓二の世界オートクチュールビーズ刺繍展」を開催。2005年にはジュエリーブランド、2009年にはプレタポルテブランドを立ち上げるなど、オートクチュール刺繍のほか、オリジナル企画製作・販売、手芸教室の運営など事業を拡大している。
2013年にハワイのワイキキにカフェ&ショップをオープン。
2016年4月、文化学園大学特任教授に就任。
2023年4月28日、栃木県那須郡那須町に『田川啓二美術館』を開館。オートクチュールビーズ刺繍作品やアンティークコレクションなどを展示している。また、田川のトークショーやワークショップが行われることもある。

## 人物
- 曾祖父・田川大吉郎は日中関係改善に尽力した政治家。祖母・田川イクは東洋紡社長の庄司乙吉の娘[6]。
- 2人兄弟の次男。兄の雅一は事業家でありグラフィックデザイナーであった（2017年死去）。曾祖父、祖父、父は繊維業界で仕事をしていたこともあり、幼少期からスワッチと呼ばれる生地のサンプルを集めた素材見本に触れて遊んでいたという。
- 趣味はガーデニング、料理、着物やブリキ製玩具のコレクションなどである。バラ育種家・河本純子から2010年の新作バラを贈られ、「クチュールローズ・チリア」と命名。
- ゴッホやモネらの著名な絵画のビーズ刺繡による模写や、『不思議の国のアリス』の世界を再現した作品などを手がける。
- 日本には刺繍に特化した美術館が無いに等しいことから、自ら私設美術館を作ることを決意した。ゼロから施工することは資金面なども難しいと考えたため美術館専門中古物件を探し、ようやく栃木県那須郡にある物件と巡り会えた。少々改修工事を行い、2023年4月に開館した。また、オープンするにあたり学芸員の資格を取得した[5]。

黒柳徹子との関係
2002年2月21日に黒柳徹子の番組「徹子の部屋」に出演したことをきっかけに意気投合し、その後、黒柳から衣装のオーダーメイドを受けて制作したことから懇意になる。他の衣装のコーディネートやプロデュース、管理も担っている。2016年頃より黒柳の個人事務所のマネジメント業務を兼任しているが、あくまで“副業”である。田川が所有する軽井沢の別荘には徹子のための部屋も設けられている。

## 主な衣裳デザイン
- 後藤真希（2003年 第54回NHK紅白歌合戦）
- 宮沢りえ（2004年第27回日本アカデミー賞授賞式 ）
- 藤原紀香（2004年第76回アカデミー賞授賞式、第57回カンヌ国際映画祭）
- 黒柳徹子（2007年12月「徹子の部屋コンサート」）
- 和田アキ子（2011年 第62回NHK紅白歌合戦）

## 出演
- 木梨憲武のてんらんかい（2000年12月16日、フジテレビ）
- おしゃれ工房（2001年12月、2002年6月、2003年9月・12月、2006年3月、2007年12月、2009年2月・5月、NHK教育（NHK Eテレ））
- 徹子の部屋（2002年2月21日、2008年9月2日、2017年8月2日、2018年9月25日、2025年5月14日、テレビ朝日）
- めざましテレビ Presents 中野美奈子の広人苑（2003年、フジテレビ721・739）
- たけしの誰でもピカソ「セレブな女性を虜にする男たち〜ビーズ&チョコレートの魔術師」（2003年6月27日、テレビ東京）
- 日曜スタジオパーク「ビーズの魅力にえビーズ顔」（2004年1月18日、NHK）[9]
- 極上の休日（2004年2月8日、テレビ東京）
- 開運!なんでも鑑定団（2004年12月14日、テレビ東京）[10]
- 超・人〜virtuoso〜「きらきらひかる」ビーズ刺繍デザイナー（2008年5月18日、BS-i）
- すてきにハンドメイド「田川啓二のときめきビーズ『バラのバッグチャーム』」（2009年11月3日、NHK Eテレ）[11]
- 1Hセンス（2011年8月21日、フジテレビ）
- ほっと@アジア 「Chack!アジカル」コーナー『インドビーズ刺しゅうの華麗な世界』（2012年4月10日、NHK BS1）
- メレンゲの気持ち（2012年7月7日、日本テレビ） - 「ビューティフルライフ」コーナー
- 団塊スタイル（2012年7月27日、NHK Eテレ）[12]
- 木梨目線! 憲sunのHAWAII 第3回「COORDINATE & SCHOOL」（2013年1月1日、BSフジ） - 「Tilia Exquisite Aloha」ロケの際出演[13]
- TOKYO FASHION EXPRESS（2013年10月22日、NHKワールドTV）
- ペケ×ポン（2012年11月16日、フジテレビ） - 「一流の見極め」コーナー
- 日立 世界・ふしぎ発見! 第1331回「黒柳徹子 不老不死伝説 100歳まで元気に美しく生きる方法」（2014年9月13日、TBS）
- SWITCHインタビュー 達人達「フジコ・ヘミング× 田川啓二 」（2018年6月23日、Eテレ）[14]
- オー!マイゴッド!私だけの神様、教えます（2024年11月16日、日本テレビ）[15]

他多数

## 著書
- 『フレンチテイストのビーズ刺繡』（2001年 文化出版局）
- 『オートクチュールビーズ刺しゅうの本』（2001年 日本ヴォーグ社）
- 『フラワーモチーフのビーズ刺繡』（2002年 文化出版局）
- 『あこがれのビーズ刺繡アクセサリー』（2002年 講談社）
- 『ビーズ刺しゅうのバッグ＆小物』（2003年 ブティック社）
- 『モチーフ100からはじめるビーズ刺しゅう』（2003年 NHK出版）
- 『田川啓二の世界 オートクチュールビーズ刺繡』（2003年 学研）